# Crucible of Horror
Crucible of Horror és uns pel·lícula de terror del 1971 dirigida per Viktors Ritelis, produïda per Gabrielle Beaumont i protagonitzada per Michael Gough, Yvonne Mitchell i Sharon Gurney. La seva trama segueix una mare que, juntament amb la seva filla, planeja assassinar el seu marit abusiu a la seva casa de caça.
Una coproducció entre la British Abacus Productions i la Cannon Group amb seu als Estats Units, la pel·lícula es va rodar a Anglaterra el 1969 sota el títol The Velvet House . Es va estrenar per primera vegada als cinemes als Estats Units com a Crucible of Horror, estrenant-se a Nova York l'11 de novembre de 1971, i es va estrenar al Regne Unit l'any següent, sota el títol The Corpse.

## Argument
Walter Eastwood és un patriarca ric i controlador que degrada i abusa de la seva diminuta dona artista, Edith, i de la seva filla adolescent, Jane. La misogínia de Walter la comparteix el seu fill Rupert, qui rebutja repetidament la sol·licitud de la seva mare de recollir material d'art per ella i es burla de la idea que la seva germana petita aconsegueixi feina ja que el seu pare es nega a donar-li una subvenció. Durant el sopar a la gran finca de la família una nit, arriba l'amic de Walter, Gregson, i és rebut per Jane a la porta. La Jane li diu al seu pare que Gregson va intentar besar-la. Després de sopar, en Walter descobreix que la Jane ha robat diners i la colpeja brutalment amb un bastó. L'endemà, l'Edith proposa a Jane que assassinin en Walter.
Quan Walter planeja un viatge de caça a la seva casa remota, l'Edith i la Jane opten per quedar-se a casa, mentre que en Rupert no pot acompanyar-lo per una obligació prèvia. L'Edith i la Jane s'armen amb una escopeta i segueixen a Walter fins a la casa, però els seus plans per matar-lo es veuen frustrats quan el senten entrar a la casa. Les dones tenen la intenció de fer-li creure que han canviat d'opinió, i que volen passar el cap de setmana amb ell. L'Edith aviat treu la seva escopeta, obligant a Walter a seure i escoltar la seva situació mentre li aboca una beguda amb un sedant. Les dones comparen Walter amb el marquès de Sade, els escrits del qual han llegit recentment, i Walter respon amb fàstic que llegirien aquest material. Durant l'enfrontament, Walter s'ensorra inconscientment.
Mitjançant un embut, l'Edith fa baixar més licor per la gola de Walter mentre està incapacitat, abans que ella i la Jane arrosseguen el seu cos cap amunt i el col·loquin al llit, en un intent de fer que la seva mort aparegui com una sobredosi d'alcohol i estupefaents. Les dones tornen a casa a mitjanit, i l'endemà, esperant nervioses que el cos de Walter sigui descobert. A la nit, l'Edith té un malson en què veu una versió fantasmal d'ella mateixa levitant fora, abans de baixar a un estany proper. L'endemà al matí, Edith telefona a la casa i parla amb la minyona de la família, la Sra. Roberts, que hi manté les seves tasques de neteja, i demana parlar amb Walter. Mrs. Roberts li diu a l'Edith que no sembla que Walter hi sigui. Més tard, en Rupert telefona a la casa, preocupat perquè no ha pogut contactar amb Walter, i els demana que vagin a comprovar com està la casa.
L'Edith i la Jane tornen a la cabana i es sorprenen de trobar el llit de Walter buit. A l'exterior, descobreixen una caixa de fusta, que inexplicablement conté el cadàver de Walter. Moments després, se les apropa Reid, un amic de Walter. Reid els diu que Walter no es va reunir amb ell per la seva caça prevista el dia anterior. Mentre l'Edith prepara el te, un Reid sospitós investiga la casa i troba l'ampolla de pastilles per dormir a l'habitació de Walter. Després de la marxa de Reid, les dones condueixen la caixa que conté el cadàver de Walter fins a una fàbrica abandonada remota i l'empenyen per un terraplè cap a un estany.
Les dones tornen a casa, on es veuen afectades per malsons i incidents aterridors, inclòs l'aixafament de la finestra del saló. Quan l'Edith entra al seu estudi d'art, es sorprèn pel cos de Walter, que veu penjant cap per avall d'una biga. L'Edith corre frenèticament les escales avall, on troba la Jane igualment aterrida. Quan Walter s'acosta a ella, l'Edith s'ensorra. L'endemà al matí, Walter entra a la cuina com de costum per al seu esmorzar del matí, i es troba amb Jane, Edith i Rupert; tot sembla ser com abans de l'assassinat. A la taula, Walter humilia la Jane llegint una carta que ha rebut de Benjy Smith, un noi local que està enamorat d'ella. Aleshores, burlonament, li pregunta a l'Edith què ha planejat per al dia. Ella es mira en blanc, una llàgrima li cau per la cara.

## Repartiment
- Michael Gough - Walter Eastwood
- Yvonne Mitchell - Edith Eastwood
- Sharon Gurney - Jane Eastwood
- Simon Gough - Rupert Eastwood
- David Butler - Gregson
- Olaf Pooley - Reid
- Nicholas Jones - Benjy Smith
- Mary Hignett - Mrs. Roberts
- Howard Goorney - Dependent de la gasolinera
- Sam - Sam el gos

## Temes
L'estudiós cinematogràfic Bryan Senn assenyala un subtext d'incest a Crucible of Horror, escrivint que: "Encara més inquietant és la idea que sota la disfunció òbvia i la tensió constant [entre la família]... executa un sòrdid subtext de desig incestuós." Senn cita diversos moments de la pel·lícula, incloent Walter fent córrer les mans pel braç de Jane, així com la seva obsessió parlada pel seu parador, com cosa que suggereix que el seu personatge se sent atret sexualment per la seva filla i, de fet, pot haver-ne abusat sexualment.

## Producció

### Guió
El guió, escrit per Olaf Pooley, es titulava originalment The Velvet House i estava basat en la pel·lícula Les Diaboliques (1955).

### Càsting
Mitchell i Michael Gough eren en aquell moment intèrprets escènics coneguts i Gough era un "fix" a les pel·lícules de terror britàniques. Rupert i Jane van ser interpretats pel fill real de Michael Gough, Simon, i la promesa de Simon, Sharon Gurney. Els dos es van casar el 1970, abans de l'estrena de la pel·lícula.

### Rodatge
L'escàs pressupost de 55.000 lliures esterlines de la pel·lícula fou aportat de London-Cannon Films, la branca britànica de la distribuïdora cinematogràfica estatunidenca Cannon Films. El baix pressupost significava que les despeses havien de ser mínimes, de manera que es va utilitzar una casa real per al rodatge in situ, i la resta es va rodar als Merton Park Studios de Londres. Crucible of Horror va ser l'única pel·lícula de Ritelis, però va tenir "una llarga i fructífera carrera com a director de televisió". El rodatge va començar el 17 de març de 1968. Els crèdits a la pantalla de la pel·lícula enumeren una declaració de copyright de 1971 per May Films, Ltd, però The Corpse/Crucible of Horror mai es va registrar per drets d'autor.
Segons l'assistent de direcció de la pel·lícula, Nicholas Granby, a causa d'obligacions prèvies, el director Viktors Ritelis es va veure obligat a abandonar la producció abans de la seva finalització, i la productora Gabrielle Beaumont va assumir les responsabilitats de direcció durant les últimes setmanes de rodatge.

## Estrena
Una de les dues productores de la pel·lícula, la Cannon Group amb seu als Estats Units, va produir la pel·lícula sota el títol de la seva filial de Londres, London-Cannon Films. Cannon Films va gestionar la distribució de la pel·lícula als Estats Units, llançant-la a nivell regional com a sessió doble amb Cauldron of Blood (1969), protagonitzada per Boris Karloff. La sessió doble es va obrir a San Antonio (Texas) a partir del 19 de juliol de 1971. Més tard es va projectar a Burlington (Carolina del Nord) a partir del 14 d'agost de 1971. La pel·lícula es va estrenar a les sales de cinema a Nova York l'11 de novembre de 1971.
La pel·lícula no es va presentar a la British Board of Film Classification (BBFC) fins que la BBFC hagués canviat "el llindar de la categoria X" l'1 de juliol de 1970 quan l'edat mínima del públic per a l'exposició es va augmentar de 16 a 18 anys. La pel·lícula va rebre la seva certificació X el 19 de desembre de 1971 després de talls no especificats. Posteriorment va ser estrenada al Regne Unit a través de Grand National Pictures en una doble certificació X juntament amb Psycho Killer (1970). Es va projectar en aquesta doble sessió a Manchester a partir del 24 d'abril de 1972.
A l'estiu de 1973, Crucible of Horror estava al circuit d'autocinemes estatunidencs. Per exemple, es va projectar els dies 1 i 2 de juny de 1973, un divendres i un dissabte, com a tercera pel·lícula d'una triple factura al Mt. Lebanon Drive-In Theatre a Washington (Pennsilvània). Les altres dues pel·lícules eren les pel·lícules no de terror Fists of Fury (1972) i Prime Cut (1972). La pel·lícula va aparèixer més tard en redifusió al programa de televisió nord-americà Elvira's Movie Macabre a 27 de novembre de 1982. Va ser el 13è episodi de la segona sèrie del programa.

### Resposta crítica
Les crítiques de Crucible of Horror en el moment de la seva estrena als EUA tendien a ser favorables. Howard Simpson de The New York Times va assistir a la nit d'obertura de Cauldron of Blood i Crucible of Horror i escriu a la seva ressenya que el primer és 'dolorós de veure' i que 'el de veure, sense córrer és aquest últim'. Afirma que "Crucible of Horror" està "excel·lentment dirigida per Viktors Ritelis i interpretada per Yvonne Mitchell, Sharon Gurney i Michael Gough" i assenyala que "per a la tensió i el verí estrets i despietats, la pel·lícula és extraordinàriament efectiva i captivadora". Afegeix que "el gir d'un fade out civilitzat i molt britànic... és el més horripilant de tot". Surt de la imatge. Bastant'.
La revista BoxOffice també va elogiar la pel·lícula quan es va estrenar, dient que "ningú pot negar que [això] no s'ha fet amb eficàcia". La ressenya anònima diu que "El director Viktor Ritelis va animar el ritme amb flashbacks ràpids, seqüències de somnis psicodèlics i alguns tocs de terror ben muntats al final". Destaca l'alta qualitat dels actors i informa que "la jove Sharon Gurney té una factura introductòria, celebrant l'ocasió submergint-se amb una escena de nus, histèries i una aguda sensació de desafiar els seus grans". The magazine rates Crucible of Horror as 'good' on its poor-to-very-good scale].
Ann Guarino de The New York Daily News va fer una crítica mitjana, va concedir a la pel·lícula dues estrelles de quatre i va citar el seu "ritme mortal", i va afegir que "a penes et mantindrà despert."

### Mitjans domèstics
Després del seu breu recorregut a les sales del Regne Unit i als Estats Units, la pel·lícula ha tingut esporàdics llançaments oficials de VHS als EUA i diversos llançaments de DVD pirates. El primer llançament de VHS va ser de Paragon Video el 1983. Un llançament posterior de VHS va venir de Goodtimes el 1987, utilitzant una impressió de 16 mm maltratada i retallada amb el títol "Crucible of Horror" dels EUA. Aquesta versió no tenia llicència, ja que es suposava que el títol havia caigut en domini públic en aquell moment. Com que MGM havia assumit el catàleg de The Cannon Group després que Crédit Lyonnais prengués el control total de Pathé Communications, MGM/UA Home Video va publicar un llançament amb llicència oficial el 1993 i es va reeditar el 1998, utilitzant una transferència feta a partir d'un element de pel·lícula original amb el títol dels EUA. Tot i tenir una proporció retallada d'1,33:1, aquest llançament es va considerar la millor versió disponible fins ara i va ser la font dels llançaments de DVD publicats per Trinty Home Entertainment i el grup no oficial Mr. Vídeo Fat W.
Scream Factory va anunciar plans per portar aquest títol a Blu-Ray, sota llicència de MGM. Aquest llançament va sortir el 10 d'abril de 2018, utilitzant una exploració restaurada de 2k del millor element de pel·lícula disponible sota el seu títol Crucible of Horror, i es va presentar en la proporció de pantalla panoràmica original d'1,66:1 juntament amb el tràiler de les pel·lícules dels EUA.
A partir del 2021, aquest títol no s'ha publicat en vídeo al Regne Unit de cap forma, presumiblement a causa de problemes de drets.